# 보로시 페테르

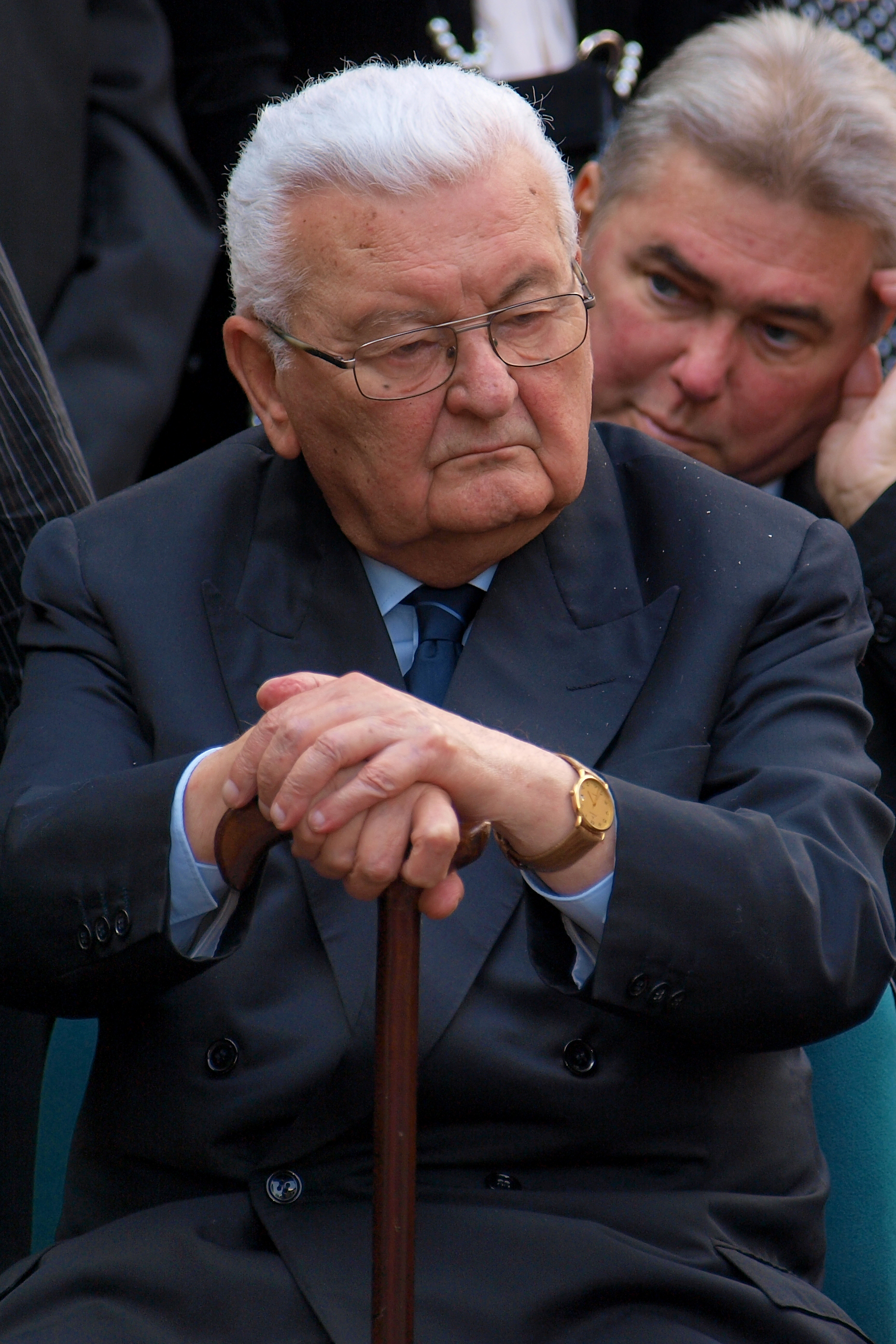
보로시 페테르

보로시 페테르(헝가리어: Boross Péter, 1928년 8월 27일 너지버욤 ~ )는 헝가리의 정치인으로, 전 총리였다. 1993년 총리로 재직하던 언털 요제프의 갑작스러운 사망으로 인해 총리직을 승계했으며, 민주토론회(MDF) 소속의 총리를 지냈다. 1994년 총선에서 헝가리 사회당(MSZP)에 패하면서 사임했다.